# Little Joe River
Little Joe River is een 15,1 kilometer lange rivier in het noordwesten van de Amerikaanse staat Minnesota. Het is een zijrivier van de noordelijke tak van de Two Rivers, die zelf weer uitmonden in de Red River of the North.